# Barrios Unidos (Colombie)
Pour les articles homonymes, voir Barrios Unidos.
Barrios Unidos est le 12e district au centre-nord de Bogota, capitale de la Colombie. Sa superficie est de 11,90 km2 et sa population de 176 552 habitants.